# Topsport Vlaanderen-Mercator/Saison 2011
Dieser Artikel listet Erfolge und Mannschaft des Radsportteams Topsport Vlaanderen-Mercator in der Saison 2011 auf.

## Erfolge in der UCI Europe Tour
| Datum     | Rennen                 | Kat. | Sieger               |
| --------- | ---------------------- | ---- | -------------------- |
| 2. August | Sparkassen Giro Bochum | 1.1  | Pieter Vanspeybrouck |

## Zugänge – Abgänge
| Zugänge           | Team 2010                 | Abgänge            | Team 2011           |
| ----------------- | ------------------------- | ------------------ | ------------------- |
| Dominique Cornu   | Skil-Shimano              | Klaas Lodewyck     | Quick Step          |
| Pieter Serry      | Jong Vlaanderen-Bauknecht | Maarten Neyens     | Quick Step          |
| Laurens De Vreese | Beveren 2000-Quick Step   | Kristof Vandewalle | Quick Step          |
| Sven Jodts        | Neoprofi                  | Sep Vanmarcke      | Team Garmin-Cervélo |
| Jarl Salomein     | Neoprofi                  | Thomas De Gendt    | Vacansoleil-DCM     |
| Jelle Wallays     | Neoprofi                  |                    |                     |

## Mannschaft
| Name                 | Geburtstag           | Nationalität |              |
| -------------------- | -------------------- | ------------ | ------------ |
| Sander Armée         | 10. Dezember 1985    | Belgien      |              |
| Jérôme Baugnies      | 1. April 1987        | Belgien      |              |
| Kris Boeckmans       | 13. Februar 1987     | Belgien      |              |
| Johan Coenen         | 4. Februar 1979      | Belgien      |              |
| Dominique Cornu      | 10. Oktober 1985     | Belgien      |              |
| Kenny De Ketele      | 5. Juni 1985         | Belgien      |              |
| Laurens De Vreese    | 29. September 1988   | Belgien      |              |
| Pieter Jacobs        | 6. Juni 1986         | Belgien      |              |
| Sven Jodts           | 14. Oktober 1988     | Belgien      |              |
| Grégory Joseph       | 6. April 1988        | Belgien      |              |
| Stijn Joseph         | 18. September 1987   | Belgien      |              |
| Tim Mertens          | 7. Februar 1986      | Belgien      |              |
| Stijn Neirynck       | 14. September 1985   | Belgien      |              |
| Jarl Salomein        | 27. Januar 1989      | Belgien      |              |
| Pieter Serry         | 21. November 1988    | Belgien      |              |
| Geert Steurs         | 24. September 1981   | Belgien      |              |
| Preben Van Hecke     | 9. Juli 1982         | Belgien      |              |
| Michaël Van Staeyen  | 13. August 1988      | Belgien      |              |
| Steven Van Vooren    | 5. Oktober 1986      | Belgien      |              |
| Pieter Vanspeybrouck | 10. Februar 1987     | Belgien      |              |
| Jelle Wallays        | 11. Mai 1989         | Belgien      |              |
| Stagiaires           | Stagiaires           | Nationalität | Nationalität |
| Arthur Vanoverberghe | Arthur Vanoverberghe | Belgien      |              |
| Zico Waeytens        | Zico Waeytens        | Belgien      |              |

## Platzierungen in UCI-Ranglisten
UCI Europe Tour 2011
|       | Fahrer               | Punkte |
| ----- | -------------------- | ------ |
| 51.   | Michaël Van Staeyen  | 186    |
| 92.   | Pieter Vanspeybrouck | 135    |
| 184.  | Jelle Wallays        | 85     |
| 188.  | Jérôme Baugnies      | 83     |
| 280.  | Pieter Jacobs        | 56     |
| 296.  | Kris Boeckmans       | 54     |
| 306.  | Pieter Serry         | 51     |
| 455.  | Laurens De Vreese    | 34     |
| 530.  | Sven Jodts           | 27     |
| 714.  | Dominique Cornu      | 15     |
| 805.  | Stijn Neirynck       | 11     |
| 868.  | Preben Van Hecke     | 9      |
| 1064. | Sander Armée         | 5      |